# 大田区立岩井養護学園

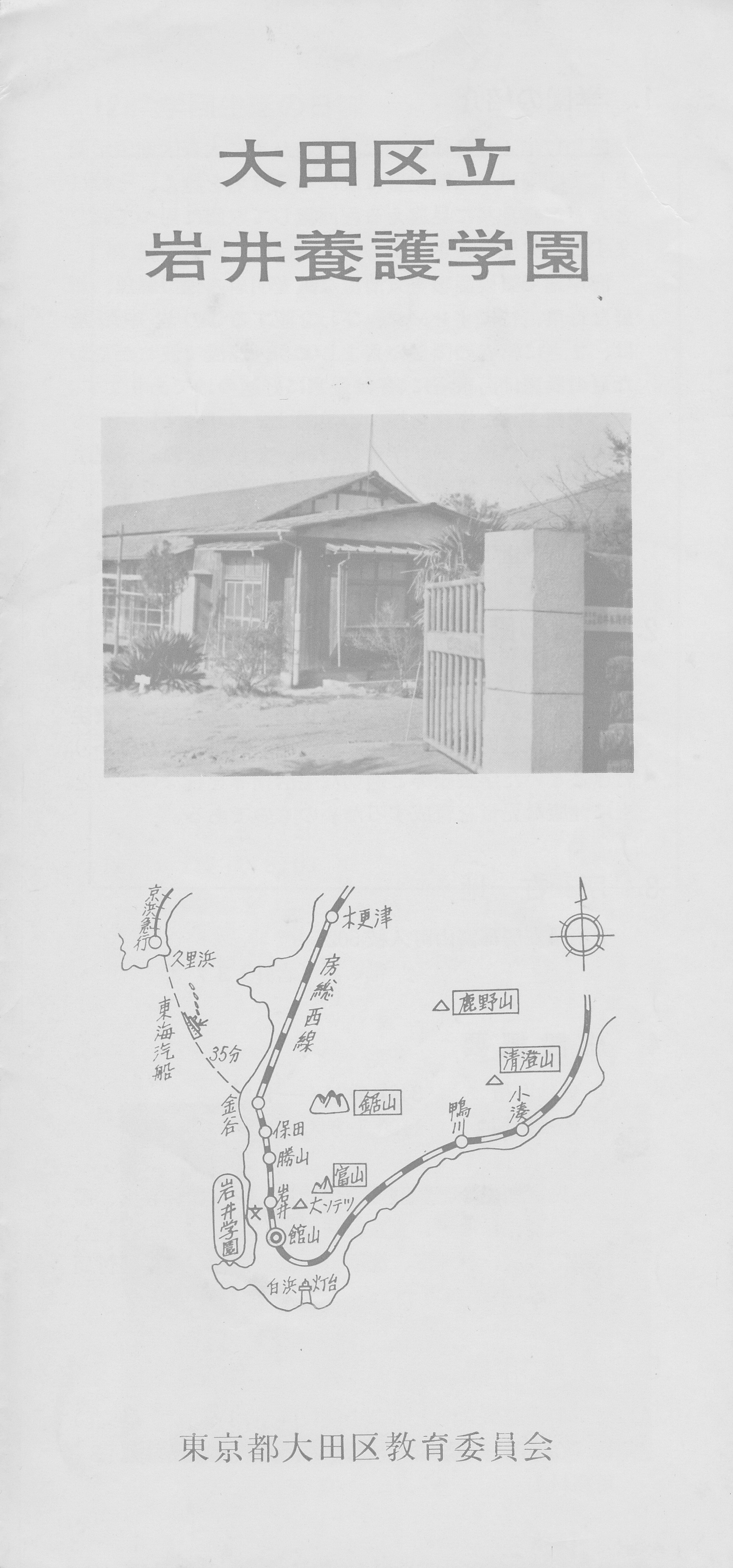
昭和44年当時の同学園入園案内パンフレット

大田区立岩井養護学園（おおたくりつ いわいようごがくえん）は、かつて東京都大田区が千葉県安房郡富山町（現: 南房総市）に設置していた全寮制の公立養護学校。
1983年3月閉校。健康学園としての役目は大田区立館山さざなみ学校に引き継がれた。

## 学部
- 小学部

## 沿革
- 1936年（昭和11年）7月1日 - 大森区教育会が新築、開園時の名称は大森区臨海学園。夏季施設の宿舎として昭和11年度から17年度まで毎年7, 8月中の約6週開園する。
- 1942年（昭和17年）4月 - 大森区健康学園に改称。寮2棟を増築し、通年制の健康学園とし、毎年3期に分け開園する。
- 1944年（昭和19年）5月 -大森区戦時疎開学園に改称。東京都学童集団疎開実施の為、集団疎開学園として継続する。
- 1944年（昭和19年）8月 - 閉園、千葉陸軍病院分室となる。1946年（昭和21年）1月まで軍に貸与される。
- 1946年（昭和21年）7月 - 千葉陸軍病院閉鎖、大森区養護学園として再開。
- 1948年（昭和23年）7月 - 臨海学園を併設経営する。
- 1949年（昭和24年）4月1日 - 大森区蒲田区合併により、大田区立岩井養護学園と改称、再発足。
- 1983年（昭和58年）3月31日 - 閉園。

## 環境
房総の南端近くに位置し、北は鋸山を屏風として寒風をさえぎり、東は富山（とみさん）初め一連の山続き、西は東京湾の外廓（がいかく）に面した岩井の地は、実に常春の国と云える。また、背後に開けた耕地は絶えず新鮮な野菜と果物を供給し、近海は常に鮮魚をもたらし、遠浅でおだやかな夏の浜辺は海水浴に好適の地。まことに地形、気候、物産に恵まれた土地である。
その上、教育環境としてこれまた悪影響を及ぼすようなものは全くない。換言すれば、自然的、人為的に絶好の教育の場である（昭和44年度 学園要覧より）。

## 施設
１）広さ　敷地、各建物の広さ（昭和44年当時）

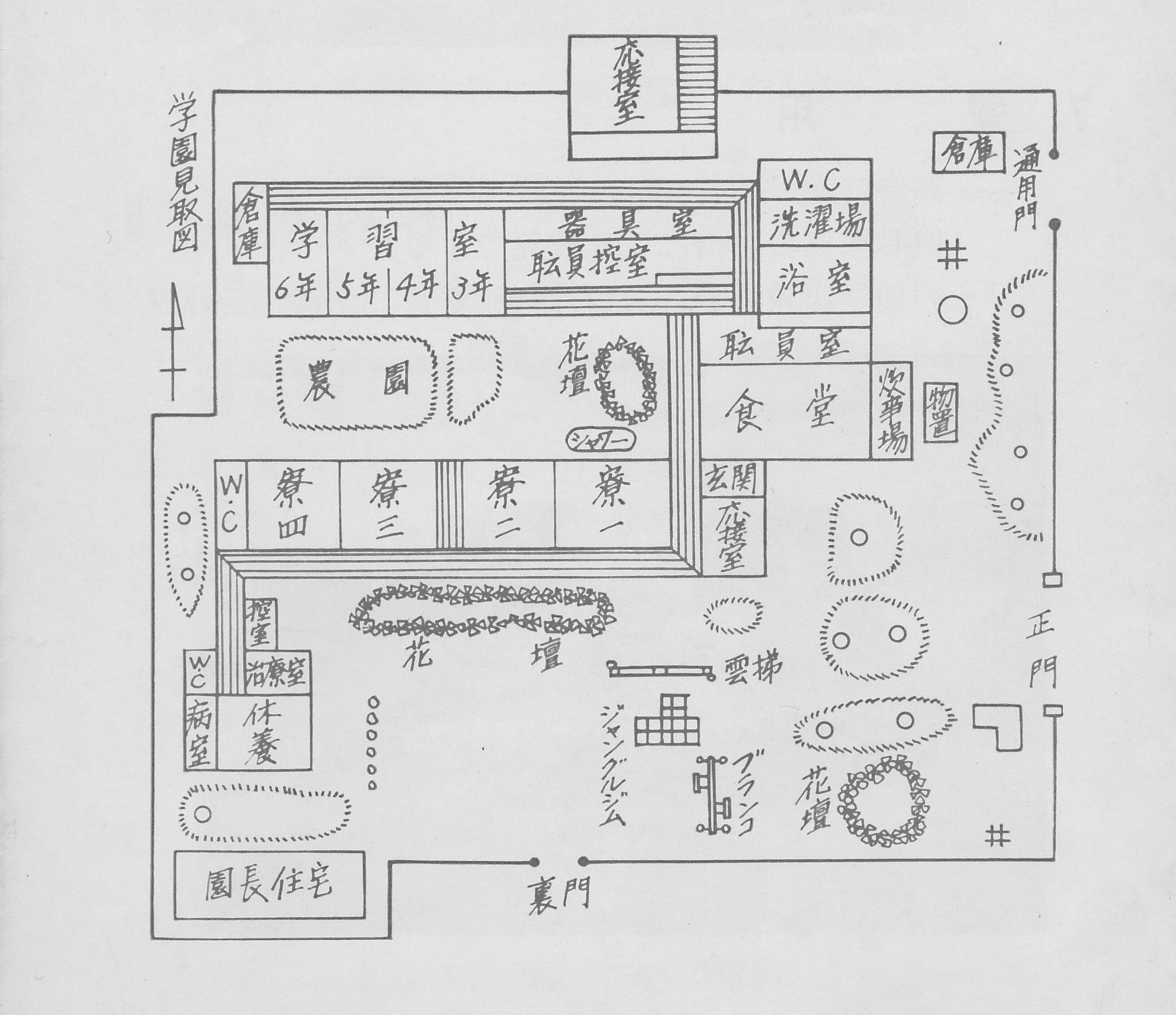
昭和44年当時の同学園 見取り図

敷地：3,491m2、延べ建坪　1,190m2
学習室：4（各46m2）、寮室　4（各46m2）、食堂　82m2、その他　調理室、職員室、職員控室、浴室、休養室、治療室、教具並びに器具室など
運動用設備：ジャングルジム、鉄棒、雲梯、ブランコ、攀登棒（登り棒）、重量挙げ、その他

## 組織
職員（園長１、主事１、園医（嘱託）１、教諭４、保母４、看護婦１、栄養士１、作業員３、用務員１）
児童（定員70名）資格 大田区立小学校児童 ３，４，５，６年男女
収容期間　年二期に分けて通年制（一期　4月16日～9月15日、二期　10月16日～3月15日）、在園期間は一か年を（二期連続）を本体とし、希望によって継続入園を認める。年末年始は家庭で過ごす。夏の暑熱、冬の寒冷を避けて学園で過ごす。

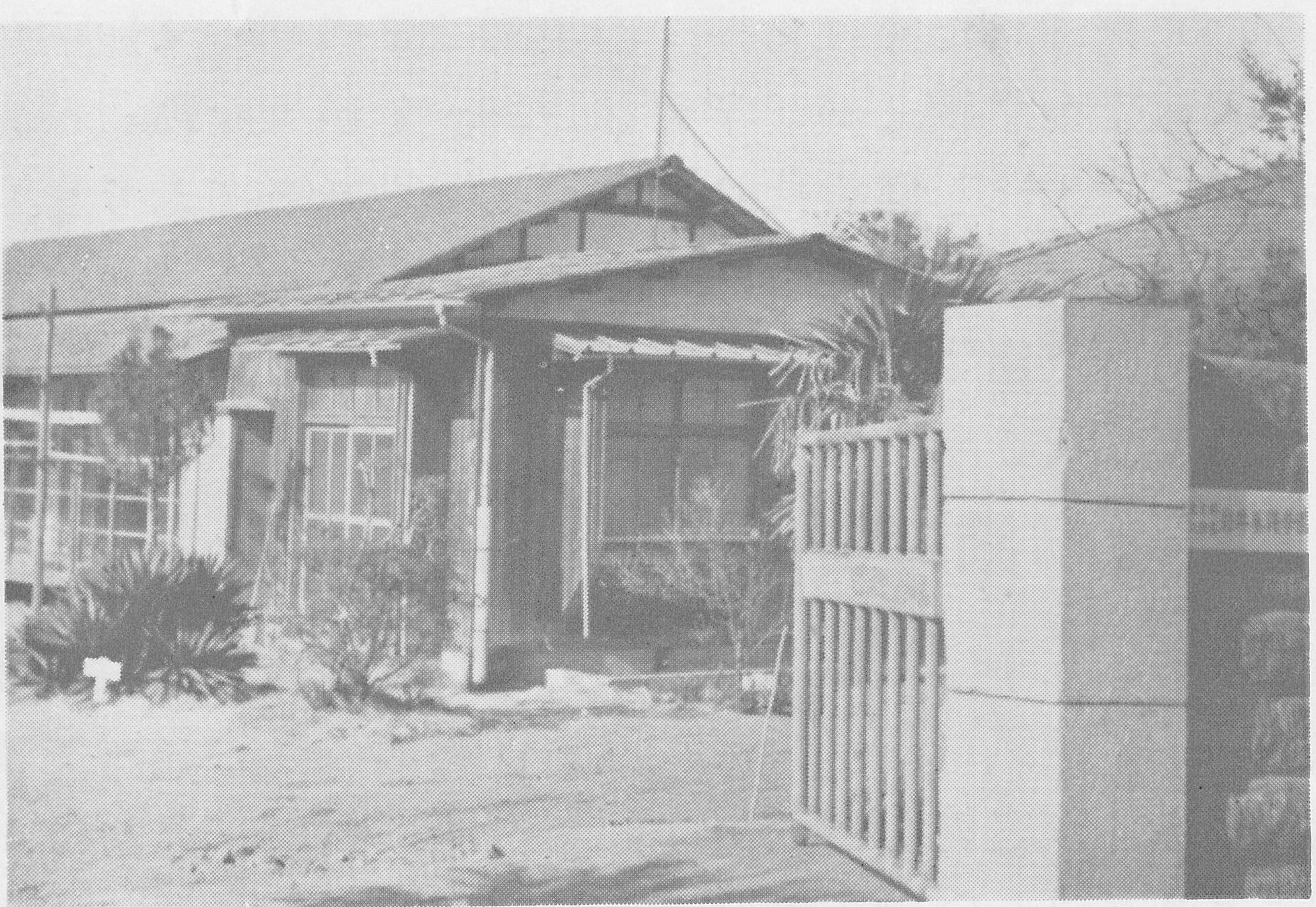
同学園 正門側からの佇まい

入園は当該校長の認可した者を、更に校医の診断と保護者、児童との面接によって決定する。

## 費用
賄費月額　4,500円（昭和44年当時）、但し家庭の事情により減免出来る）その他学級教材費、遠足行事費、雑費（生活必需品）等

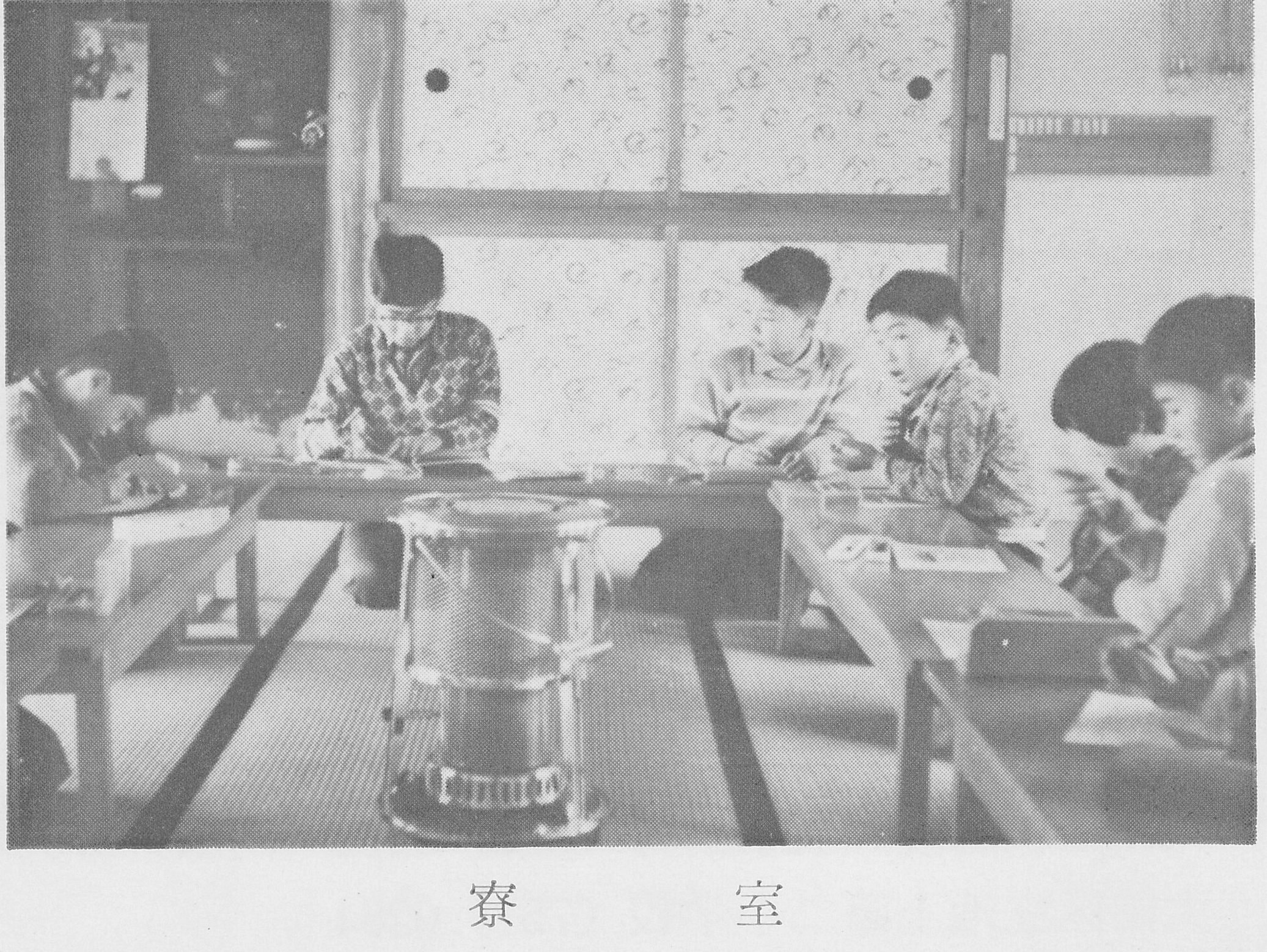
寮室内の様子

## 経営
経営方針
（１）学園の児童は、家庭を離れて遠隔の地に来て集団生活を営むものであるから、全職員の暖かい雰囲気と自然美に恵まれた環境とによって、情緒豊かに、明るく楽しい学園生活ができるように努める。

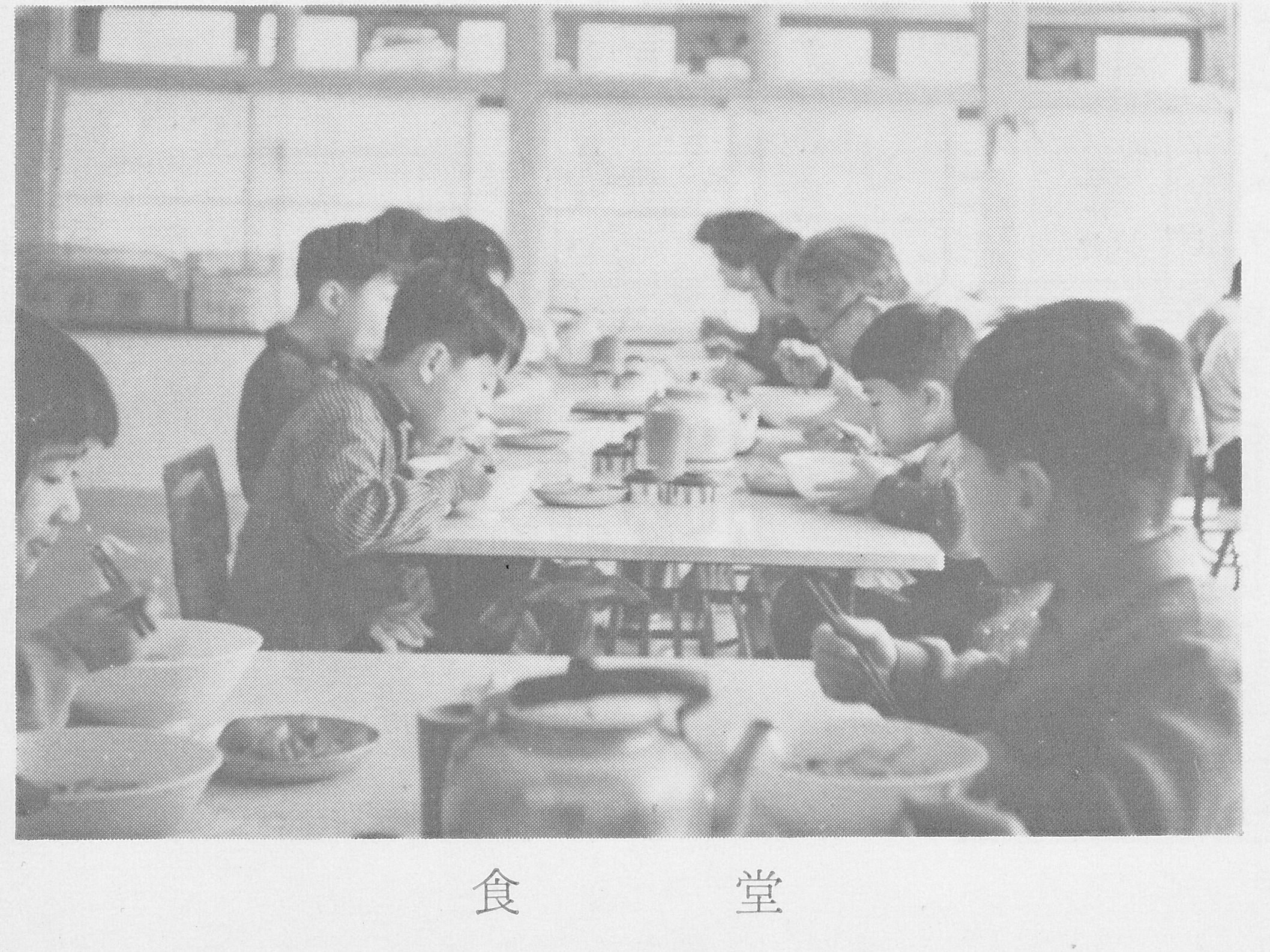
同学園 食堂での食事風景

（２）学園の児童は、そのほとんどが虚弱児であるから特に栄養と衛生の管理に重点をおき、あらゆる手段を尽くして、健康の回復と増進をはかる。
教育目標
1. 学習並びに行動方面における個人指導に重点をおき、恵まれた環境を充分に利用し、心身ともに健康な児童の育成をはかる。
2. 自然に恵まれた現地で、近海漁業の事情や園芸、陶芸などの観察により、創造性と研究態度を養成する。
3. 団体生活により協同、自主、自律の精神を養い、責任を重んじ、勤労を楽しみ、社会奉仕への実践力を養う。

学習活動
1. 学園は、寮生活・養護・給食・学習全般にわたり24時間すべての場が、皆生きた教材であり、教師は常に児童と起居を共にし、従って学習活動もその場、その場において、児童・教師一体となり、常に話し合って問題の解決にあたる。
2. 全般的な傾向として虚弱体質からくる学習意欲の低さと、長続きせぬ飽きやすさがある。この点、学習そのものが児童の負担となり、疲労の原因とならぬよう、個々の指導の徹底をはかる。

行事

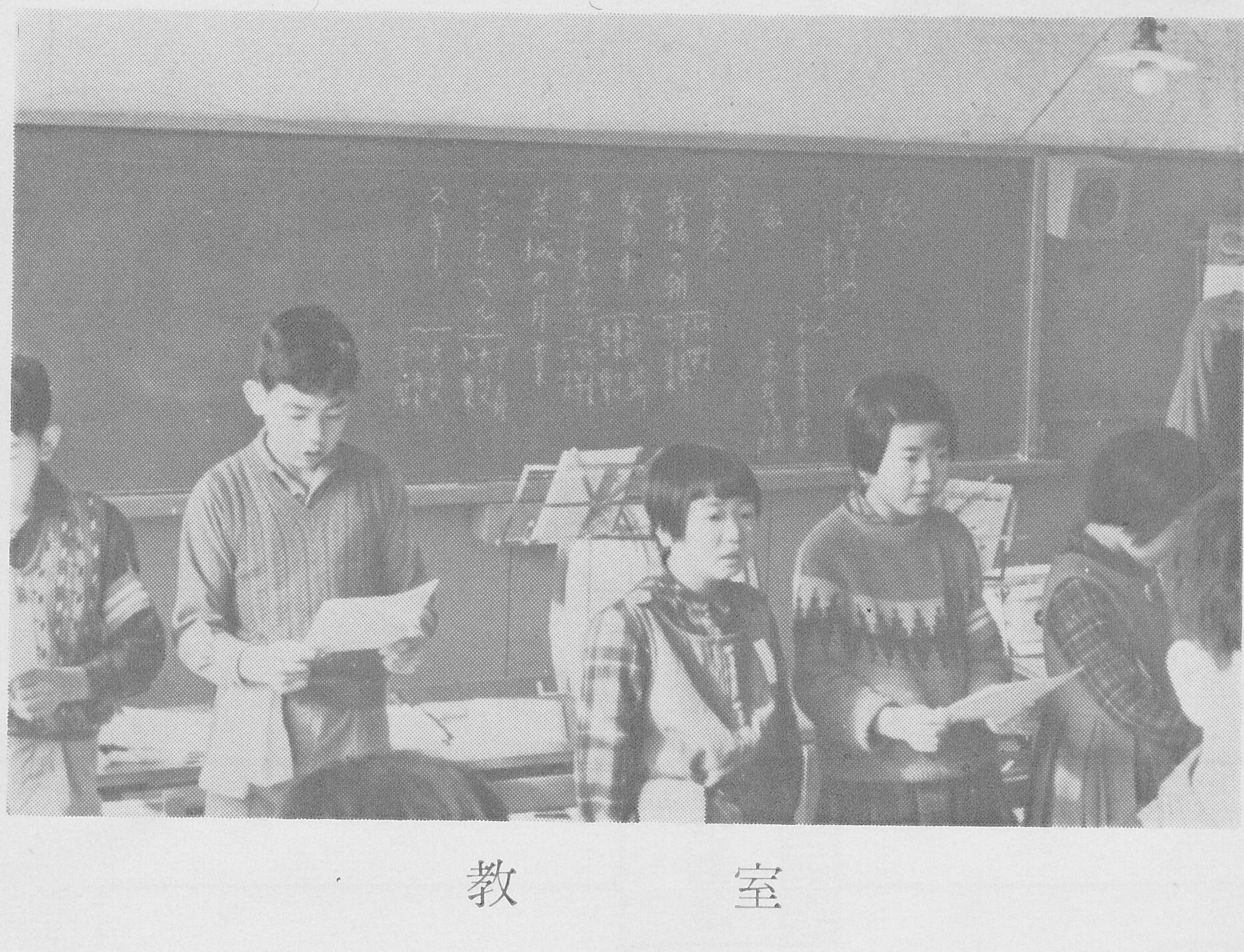
教室棟での授業風景

- 週間行事：娯楽会、幻灯会、読書感想文ならびに日記発表会
- 月間行事：誕生会、映画会、園外教授（実地見学）、球技大会
- 期間行事：運動会、遠足、写生会、展覧会、研究発表会、お別れ会
- 年間行事：学園文化祭、三学園連合卓球大会、同釣り大会
- 季節行事：節分、ひなまつり、こどもの日、みかんがり、たなばた、ぶどうがり

園外行事目的地
貯水池、養蜂場、川名果樹園、小池ぶどう園、小浦、岩井袋、岩婦のせき、大そてつ、熱帯植物園、採石場、観音山、大黒山、砲台山、鋸山、田子台、菅沼鉄工所、砂山、富山、洲の崎灯台（白浜）、誕生寺、鹿野山、マザー牧場、東京湾観音、仁右衛門島、フラワーセンター、行川アイランド、山本陶器場
その他行事
水泳、花火大会、もちつき、クリスマスイブ、キャンプファイヤー

## 学園生活（日課表）
学園の一日（季節により変化する）
　起床　　　　6：30　レコードで起床、乾布摩擦。レコードで目覚めと同時に検温、その場に立ち乾布摩擦を6分間行う。
　清掃・洗面　6：50　職員室、食堂、洗面所、衛生室、（園庭の清掃）、それぞれ職員が各所について児童と共に作業を行う。
　散歩と運動　7：10　交互に行う
　朝食　　　　7：40～　職員児童全員がともに食事をする。
　学習            8：30～12：00（4時限）日曜は自由
　昼食　　　　12：05
　学習　　　　1：00～2：30（2時限）土、日曜は自由
　計温　　　　3：00
　おやつ　　　3：10　おやつ、牛乳
　自由時間　　3：30～5：20　自由な遊び、海岸散歩、運動、その他。晴天の時は戸外で遊ぶように指導する。
　清掃　　　　5：20
　夕食　　　　5：40　食後のだんらん
　自由学習　　6：30～　読書、復習、予習、日記、その他
　入浴　　　　7：30　隔日（海水浴実施中は毎日）30分ずつ男女混浴で各室交代で入浴する。

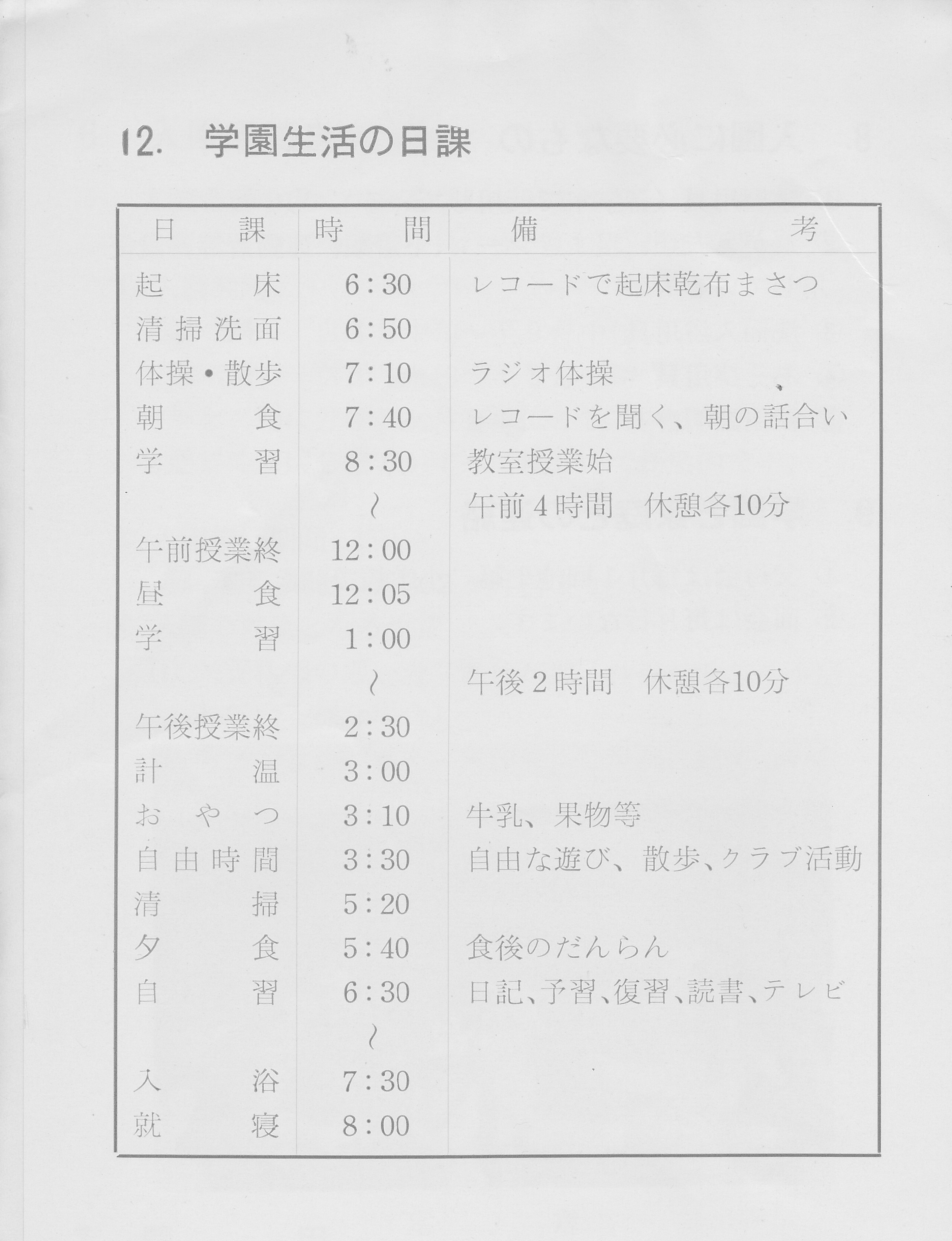
同学園一日の日課表

　就寝　　　　8：00　はみがき

## 給食
（１）方針　本学園における給食は、児童の偏食と完全栄養食保持の為、献立会を開き、一週間の献立表を作り全職員が協力の上、正しい食生活を実施する。
（２）献立作成　献立作成においては特に次の点に考慮している。
a,　児童の必要栄養食に応じたものである事（一週間を通じ）。
b,　児童の好み、消化吸収、美味を考える。
c,　常に変化に富んだ献立である事。
d,　使用食品は季節のもので、新鮮なものを選ぶ。
e,　常に目新しい献立、又は食品を取り入れる。
f,　食品はなるべく安くて栄養価の高いもの。
g,　腐敗しやすいもの、中毒やその他の疾病を起こしやすいものは使わない。
h,　家庭的な雰囲気を味わうような献立、盛り付けに気を配る。
i,　特にビタミン類や、カルシウム等の不足を補うために七分づきや、ビタバレー（強化麦）を使用する。

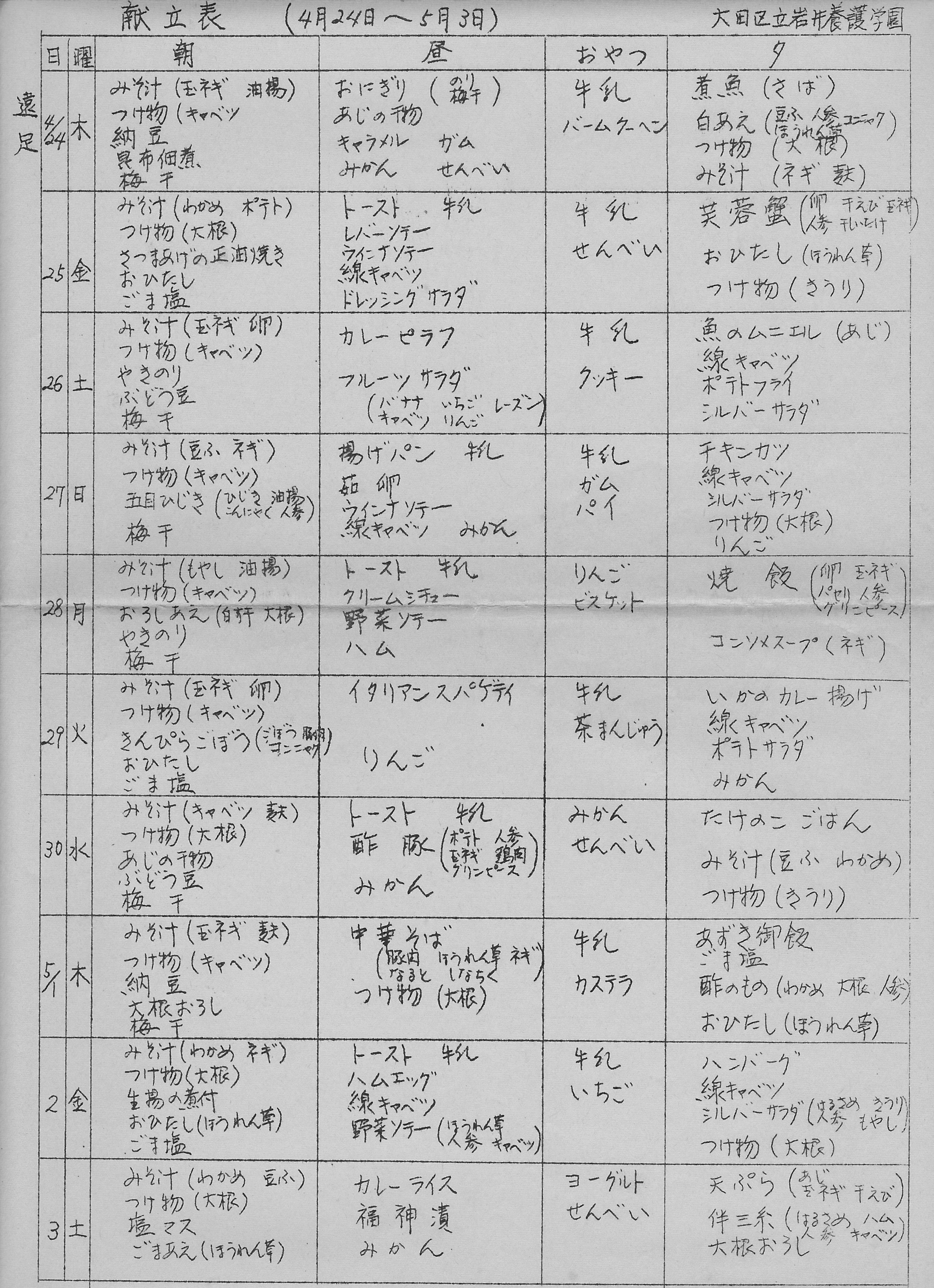
昭和44年4月24日から5月3日の一週間献立表

j,　祝日、誕生祝い、その他行事の時は特別献立をする。

## 学園歌
岩井養護学園歌（作詞・作曲　庄司武夫）
一、「遠浅の海清らかに」と歌われし　岩井の浜辺　美しく　気高き富士と　松風に　明るく　素直に　学びゆく　ああ　楽し　岩井の学び舎
二、「子等あまた群れ遊びいる」と歌われし　岩井の浜辺　夏来なば　赤きカンナも　咲き乱れ　正しく　強く　育ちゆく　ああ　うれし　岩井の学び舎